# NGC 816
NGC 816 (другие обозначения — ZWG 504.16, NPM1G +29.0076, KUG 0205+290, PGC 8152) — галактика в созвездии Треугольник.
Этот объект входит в число перечисленных в оригинальной редакции «Нового общего каталога».
Возможно, является сейфертовской галактикой.